# Mikluchomaklaia papuana
Mikluchomaklaia papuana är en insektsart som beskrevs av Andrej Vasiljevitj Gorochov 1986. Mikluchomaklaia papuana ingår i släktet Mikluchomaklaia och familjen syrsor. Inga underarter finns listade i Catalogue of Life.